# Камберлен, Иосиф
Иосиф Камберлен (1756—1821) — скульптор, академик Императорской Академии художеств.

## Биография
Воспитанник Антверпенской художественной школы. Окончил свое образование в Париже, откуда вернулся в отечество (1798). В 1805 году переехал в Санкт-Петербург. Здесь он исполнял колоссальные группы для украшения новой Биржи, многие памятники, в том числе графа Завадовского, и проект фронтона для Военной школы.
Получил звание «назначенного в академики» (1807). Был возведён был в звание академика (1809) за статую «Днепр» для установки у подножия одной из Ростральных колонн. Губернский архитектор в Тифлисе (1816–1821).
Известные работы: «Днепр» (Нептун), декоративная скульптура у подножия Ростральной колонны (1809); надгробия: князя А. М. Белосельского-Белозерского (1810), графа П. В. Завадовского (1812) в Некрополе XVIII в. Александро-Невской лавры.
- Примеры работ Иосифа Камберлена
- Скульптура «Река» у подножия ростральной колонны
- Надгробие князя А. М. Белосельского-Белозерского
- Надгробие графа П. В. Заводовского

## Примечание
1. ↑  Кондаков, 1915, с. 256.
2. ↑  Российская Академия художеств.